# Kovadlina

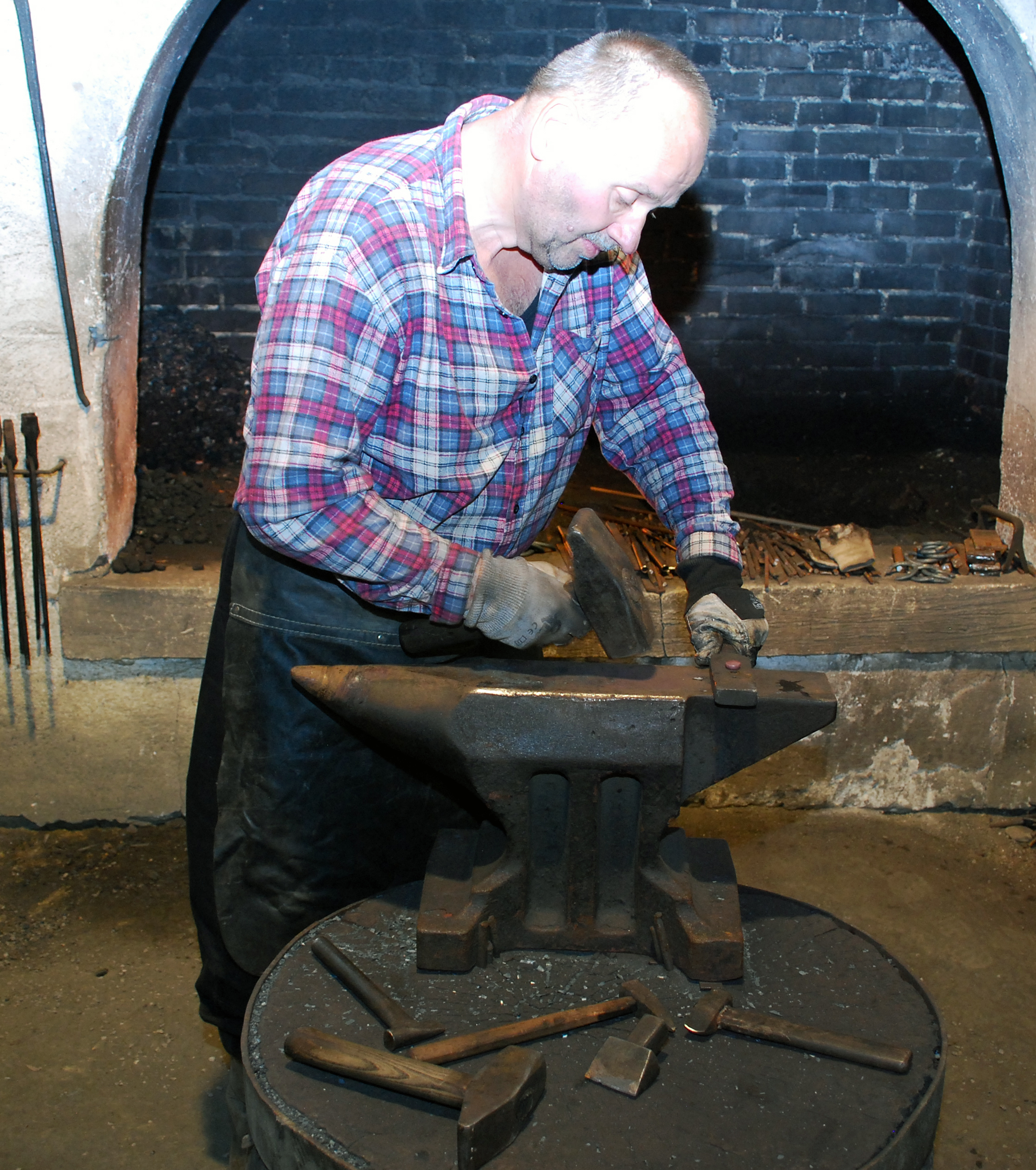
Klasický typ kovadliny používaný v českých zemích a okolí

Kovadlina je nástroj sloužící jako podklad pro kování. 
Kovadlina je vyrobena z kvalitní kované nebo lité oceli a její horní funkční plocha, tzv. dráha kovadliny, je povrchově kalena. V dráze kovadliny je obvykle jeden čtvercový otvor nebo dva otvory, z nichž je alespoň jeden čtvercový, pro nasazení různého pomocného nářadí, jako je utínka, vlček nebo kovadlinová zápustka ap. Tyto díry slouží také k probíjení otvorů pomocí průbojníků. Kulaté a hranaté rohy umožňují stáčení a ohýbání výkovku.
Základní vlastností kovadliny je pružnost a tvrdost, což umožňuje opracovávat kovy tak, že nedochází k poškozování kovadliny ani zpracovávaného materiálu.
Kovadliny se používají i k prosekávání a probíjení otvorů, k tomuto účelu se používají probíjecí desky s pomocnými otvory. Při prosekávání a probíjení otvorů je nutno dbát na to, aby dráha kovadliny (vrchní pracovní plocha) zůstala stále hladká a nepoškozená, proto se při těchto pracích dráha kovadliny obvykle kryje plechem nebo jiným vhodným materiálem.
Speciálními typy kovadlin jsou rohatina a křivina.

## Typy kovadlin
Podle způsobu použití lze kovadliny rozdělit na tři základní typy, které se liší především tvarem a velikostí. viz kniha Rukověť učně kovářského, 1906 

### Francouzská kovadlina
Jedná se o nejpoužívanější typ kovadliny v českých zemích. Tato kovadlina má jeden kuželový roh, který slouží k ohýbání materiálu do kulovitých (zaoblených) tvarů. Její druhý konec je krátký, čtverhranný roh, který se využívá pro ohýbání materiálu do různých úhlů. Tato kovadlina se vyskytuje v mnoha velikostech, přičemž jejich váha se pohybuje mezi deseti a třemi sty kilogramy. Pokud by kovadlina vážila méně, nemá již žádný význam pro práci, neboť je příliš nestabilní, větší kovadlina není potřeba, neboť kovář ji není schopen využít. Největší kovadliny tak bývají dlouhé zhruba metr a vysoké kolem čtyřiceti centimetrů.

### Anglická kovadlina
Tato kovadlina má dva rohy, čtvercový a kuželový. Ve francouzské kovadlině jsou dva otvory, čtvercový a kruhový. Tento typ kovadliny se v českých zemích využíval poměrně málo, jeho nevýhodou je kratší kovací plocha, jeho výhodou je větší možnost ohýbání materiálu, tato výhoda je však nepříliš podstatná, protože na německé kovadlině lze udělat to samé, při zachování větší kovací plochy.

### Německá (štýrská) kovadlina
Tento typ kovadliny nemá rohy a využívá se především pro kování těžkých kusů, zcela nevhodná je na menší a přesné práce. V současné době je prakticky nepoužívaná. Tento typ kovadliny nemá žádné rohy a má řadu čtvercových otvorů, které slouží pro vkládání utínek či zápustek. Délka této kovadliny se pohybuje od padesáti do šedesáti pěti centimetrů. Výška je mezi třiceti a čtyřiceti centimetry. Absence rohů vede k tomu, že se na ní materiál těžko ohýbá.

## Uchycení kovadliny
Uložení kovadliny má velký význam, protože pokud by kovadlina nebyla v rovině anebo byla nekvalitně osazena, je práce na ní nejen výrazně méně kvalitní, ale i výrazně zvyšuje nebezpečí úrazu. Kovadlina se dříve usazovala na dubový (výjimečně bukový špalek), který byl stažen obručemi. V dnešní době se kovadliny usazují také na kovové podstavce, s podložením cca 1–2 cm silnou gumou, nebo také do sudu s pískem či jeho obdoby. Špalek má přesahovat podstavec kovadliny co nejméně; jak z důvodu, aby nepřekážel při práci s materiálem, tak z ergonomických důvodů, aby záda netrpěla při práci ve zbytečném předklonu.

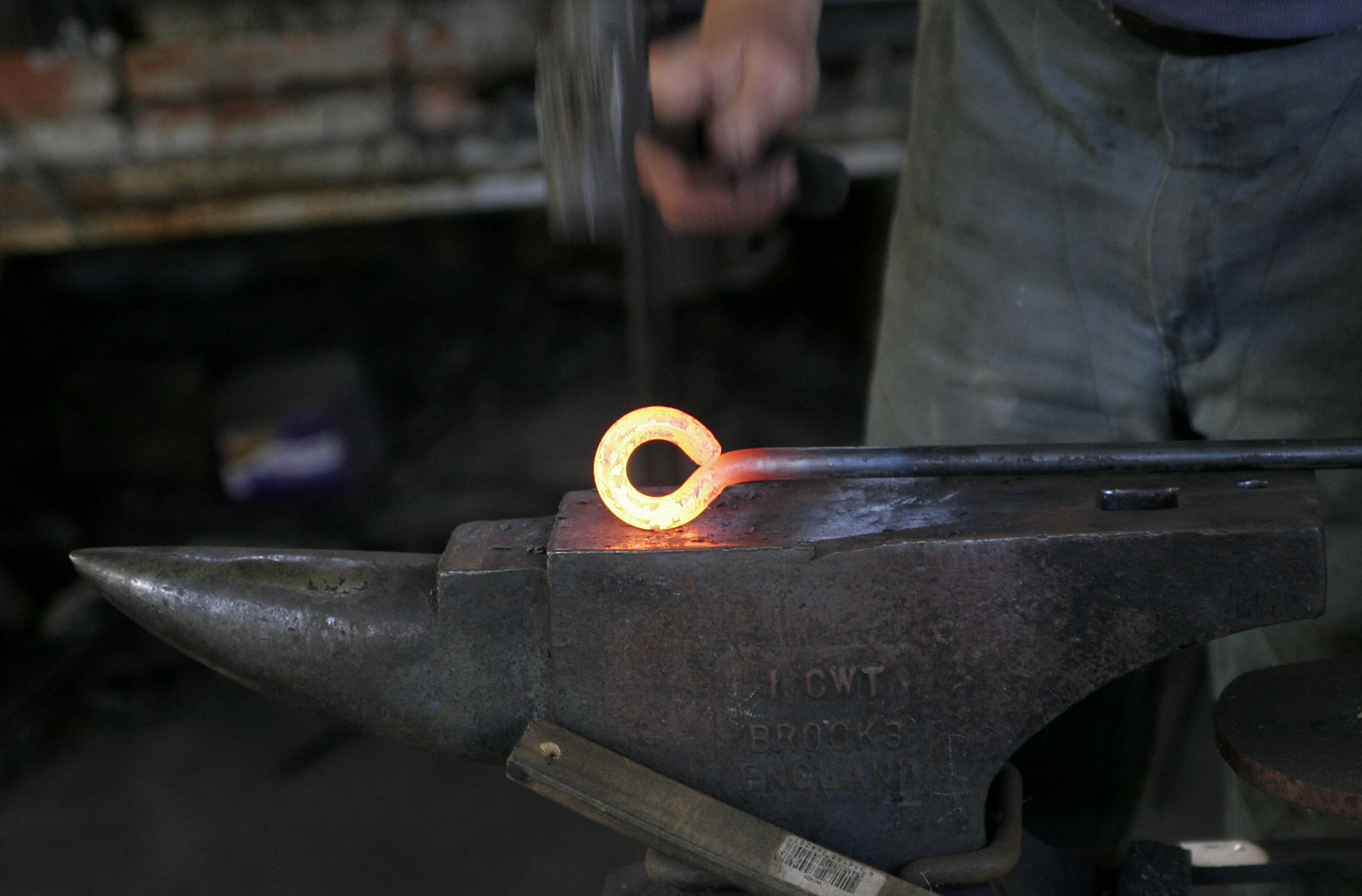
Opracovávání železa kovářem pomocí kovářského kladiva na kovadlině

## Výška kovadliny
Potřebná výška kovadliny od podlahy má být přizpůsobena postavě kováře. Horní plochy by se měl dotknout zavřenou pěstí. Dotyk zavřenou pěstí má být při vzpřímené postavě kováře. Paže od ramene po loket je při tom svisle a předloktí je pokrčeno v úhlu cca 45 stupňů.

## Historie
Kovadlina se užívá od časné doby bronzové při opracování různých druhů kovu, v Evropě se kovadliny objevily na počátku halštatského období. Z nálezů se usuzuje, že byly malé a těžké, ačkoli byly zpravidla kovové vyskytovaly se i kamenné kovadliny. Zmínky o kovadlinách se objevují v písemných památkách ze starověkého Řecka a Egypta, včetně Homérových prací. Vývoj kovadliny byl završen v období středověku, kdy se opracovávání železa stalo velmi rozšířeným.